# 蒋广学
蒋广学（1940年10月—），笔名应学犁、雕胡等，中国学者，曾任南京大学教授。

## 生平
- 1965年毕业于南京大学哲学专业，后留校任教。
- 文革期间，在南京大学溧阳分校政治部工作。参与过“清理阶级队伍”运动、清查“五一六反革命阴谋集团”运动等[1]。
- 1974年参与南京大学学报复刊工作。
- 1985年起任南京大学学报编辑部副主编,主持人文、哲学和社会科学版的编辑出版工作。写过一篇关于毛泽东的农业社会主义问题的文章，受到中宣部的严厉批评[2]。
- 1990年起调南京大学中国思想家研究中心，现任编审。后为《中国思想家评传丛书》常务副主编。

## 著作
著有《编辑通论》、《梁启超和中国古代学术的终结》，与学友共同主编过《简明世界文化词典》、《二十世纪文史哲名著精义》、《中华箴言》等，发表过《论我国社会主义改造后期的几个理论问题》等数十篇论文。